# Liste de sigles de sept caractères
Cette liste est sans doute incomplète et peut-être mal ordonnée. Votre aide est la bienvenue !
| Sigles de 2 caractères   |
| Sigles de 3 caractères   |
| Sigles de 4 caractères   |
| Sigles de 5 caractères   |
| Sigles de 6 caractères   |
| ► Sigles de 7 caractères |
| Sigles de 8 caractères   |

Cet article contient une liste de sigles et d'acronymes de sept caractères. Celle-ci est non exhaustive.
- Haut – A
- B
- C
- D
- E
- F
- G
- H
- I
- J
- K
- L
- M
- N
- O
- P
- Q
- R
- S
- T
- U
- V
- W
- X
- Y
- Z

## A
- AFSSaPS : Agence française de sécurité sanitaire des produits de santé (ancienne dénomination de l'Agence nationale de sécurité du médicament et des produits de santé)
- AGEFIPH : Association de gestion du fonds pour l'insertion professionnelle des personnes handicapées
- ANGLICO : (en)Air Naval Gunfire Liaison Company
- ANTIOPE : Acquisition numérique et télévisualisation d'images organisées en pages d'écriture
- ASSEDIC : Association pour l'emploi dans l'industrie et le commerce

- Haut – A
- B
- C
- D
- E
- F
- G
- H
- I
- J
- K
- L
- M
- N
- O
- P
- Q
- R
- S
- T
- U
- V
- W
- X
- Y
- Z

## B
- BENELUX : Union économique de trois États européens : Belgique, (en)Nederland (« Pays-Bas ») et Luxembourg

- Haut – A
- B
- C
- D
- E
- F
- G
- H
- I
- J
- K
- L
- M
- N
- O
- P
- Q
- R
- S
- T
- U
- V
- W
- X
- Y
- Z

## C
- CAPA-SH : Certificat d'aptitude professionnelle pour les aides spécialisées, les enseignements adaptés et la scolarisation des élèves en situation de handicap
- CAPTCHA : (en)Completely automated public Turing test to tell computers and humans apart, un type de test permettant de différencier de manière automatisée un utilisateur humain d'un ordinateur
- CARCEPT : Caisse Autonome de Retraites Complémentaires Et de Prévoyance du Transport
- CARITIG : Centre d'aide, de recherche et d'information sur la transsexualité et l'identité de genre
- CATOBAR : (en)Catapult Assisted Take Off But Arrested Recovery, type de porte-avions
- CEVIPOF : Centre de recherches politiques de Sciences Po
- CIGALES : Club d'investisseurs pour une gestion alternative et locale de l'épargne solidaire
- CISSSMO: CISSS de la Montérégie-Ouest
- CNLAMCA : Comité national de liaison des activités mutualistes coopératives et associatives
- COFREND : COnfédération FRançaise pour les Essais Non Destructifs
- COMECON : COuncil for Mutual ECONomic assistance
- COREPER : Comité de représentants permanents
- COTOREP : Commission technique d'orientation et de reclassement professionnel
- CRANCRA : Confédération des radios associatives non commerciales de Rhône-Alpes
- CRIIREM : Centre de recherche et d'information indépendantes sur les rayonnements électromagnétiques
- CSTIDRS : Comité de Soutien aux Travailleurs Indépendants Détenus pour Raisons Syndicales

- Haut – A
- B
- C
- D
- E
- F
- G
- H
- I
- J
- K
- L
- M
- N
- O
- P
- Q
- R
- S
- T
- U
- V
- W
- X
- Y
- Z

## D
- DDETSPP : Direction départementale de l’emploi, du travail, des solidarités et de la protection des populations, en France
- DILCRAH : Délégation interministérielle à la lutte contre le racisme, l'antisémitisme et la haine anti-LGBT, en France

- Haut – A
- B
- C
- D
- E
- F
- G
- H
- I
- J
- K
- L
- M
- N
- O
- P
- Q
- R
- S
- T
- U
- V
- W
- X
- Y
- Z

## E
- EC-Lille : École centrale de Lille
- Embraer : (pt)EMpresa BRasileira de AERonáutica (« Entreprise brésilienne d'aéronautique »)
- ENSAAMA : École nationale supérieure des arts appliqués et des métiers d'art
- ENSEIRB : École nationale supérieure d'électronique, informatique, télécommunications, mathématiques et mécanique de Bordeaux
- ENSIAME : École nationale supérieure d'ingénieurs en informatique, automatique, mécanique, énergétique, et électronique
- ENSIETA : École nationale supérieure des ingénieurs des études et techniques d'armement (ancien nom de l'École nationale supérieure de techniques avancées de Bretagne)
- ENSIMAG : École nationale supérieure d'informatique et de mathématiques appliquées (de Grenoble)
- ENSTIMD : École nationale supérieure des techniques de l'industrie et des mines de Douai (ancien nom de l'École nationale supérieure des mines de Douai)
- EPADESA : Établissement public d'aménagement de la Défense Seine Arche
- Erasmus: (en)EuRopean Action Scheme for the Mobility of University Students
- ESMISAB : École supérieure de microbiologie et de sécurité alimentaire de Brest (ancien nom de l'École supérieure d'ingénieurs en agroalimentaire de Bretagne atlantique)
- EUROCAE : (en)EURopean Organisation for Civil Aviation Equipment (« Organisation européenne pour l'équipement de l'aviation civile »)

- Haut – A
- B
- C
- D
- E
- F
- G
- H
- I
- J
- K
- L
- M
- N
- O
- P
- Q
- R
- S
- T
- U
- V
- W
- X
- Y
- Z

## F
- FEDESFI : Fédération des entreprises de sécurité fiduciaire
- FINIADA : Fichier national des personnes interdites d'acquisition et de détention d'armes

- Haut – A
- B
- C
- D
- E
- F
- G
- H
- I
- J
- K
- L
- M
- N
- O
- P
- Q
- R
- S
- T
- U
- V
- W
- X
- Y
- Z

## G
- GRAFCET : GRAphe Fonctionnel de Commande Etapes / Transitions.

- Haut – A
- B
- C
- D
- E
- F
- G
- H
- I
- J
- K
- L
- M
- N
- O
- P
- Q
- R
- S
- T
- U
- V
- W
- X
- Y
- Z

## I
- IFREMER : Institut français de recherche pour l'exploitation de la mer
- IGESPAR : (pt)Instituto de Gestão do Património Arquitectónico e Arqueológico (Portugal)

- Haut – A
- B
- C
- D
- E
- F
- G
- H
- I
- J
- K
- L
- M
- N
- O
- P
- Q
- R
- S
- T
- U
- V
- W
- X
- Y
- Z

## J
- JALMALV : Jusqu'à la mort accompagner la vie

- Haut – A
- B
- C
- D
- E
- F
- G
- H
- I
- J
- K
- L
- M
- N
- O
- P
- Q
- R
- S
- T
- U
- V
- W
- X
- Y
- Z

## L
- LabVIEW : (en)Laboratory Virtual Instrument Engineering Workbench
- LAHGGLO : Les Associations d'Habitants du Grand Grenoble, Lien et Ouverture
- LGBTQI+ : Lesbiennes, gays, bisexuels et transgenres

- Haut – A
- B
- C
- D
- E
- F
- G
- H
- I
- J
- K
- L
- M
- N
- O
- P
- Q
- R
- S
- T
- U
- V
- W
- X
- Y
- Z

## M
- MINATEC : Micro et nano technologie
- MINUSMA : Mission multidimensionnelle intégrée des Nations unies pour la stabilisation au Mali

- Haut – A
- B
- C
- D
- E
- F
- G
- H
- I
- J
- K
- L
- M
- N
- O
- P
- Q
- R
- S
- T
- U
- V
- W
- X
- Y
- Z

## O
- O157:H7 : variété de la bactérie Escherichia coli
- OFWGKTA : (en)Odd Future Wolf Gang Kill Them All
- Omphale : Outil méthodologique de projection d'habitants, d'actifs, de logements et d'élèves (outil de projection démographique de l'INSEE)

- Haut – A
- B
- C
- D
- E
- F
- G
- H
- I
- J
- K
- L
- M
- N
- O
- P
- Q
- R
- S
- T
- U
- V
- W
- X
- Y
- Z

## P
- PACTOLE : (en)Property And Class characterization from Text for OntoLogy Enrichment
- PALULOS : Prime à l'amélioration des logements à utilisation locative et à occupation sociale
- PISTARD : Programme informatisé servant au traitement des archives et à la recherche documentaire
- PRINCIP : Plateforme pour la recherche, l'identification et la neutralisation des contenus illégaux et préjudiciables sur l'Internet

- Haut – A
- B
- C
- D
- E
- F
- G
- H
- I
- J
- K
- L
- M
- N
- O
- P
- Q
- R
- S
- T
- U
- V
- W
- X
- Y
- Z

## R
- RENATER : Réseau National de télécommunications pour la Technologie, l'Enseignement et la Recherche
- RIPE-NCC : Réseaux IP Européens - Network Coordination Center

- Haut – A
- B
- C
- D
- E
- F
- G
- H
- I
- J
- K
- L
- M
- N
- O
- P
- Q
- R
- S
- T
- U
- V
- W
- X
- Y
- Z

## S
- SEPECAT : Société Européenne de Production de l'Avion École et Combat Appui Tactique
- SICOVAL : Syndicat de développement des communes de la vallée de l'Hers (communauté d'agglomération du sud-est toulousain, France)
- SICOVAM : Société interprofessionnelle pour la compensation des valeurs mobilières
- SODEXHO : SOciété D'EXploitation HÔtelière
- SYVICOL : Syndicat intercommunal à vocation multiple des villes et communes luxembourgeoises

- Haut – A
- B
- C
- D
- E
- F
- G
- H
- I
- J
- K
- L
- M
- N
- O
- P
- Q
- R
- S
- T
- U
- V
- W
- X
- Y
- Z

## T
- TACAMAO : (en)TAke CHarge And Move Out, système de communication américain prévu pour fonctionner durant une guerre nucléaire
- TLMVPSP : Tout le monde veut prendre sa place
- TRACERS ou Tandem Reconnection and Cusp Electrodynamics Reconnaissance Satellites : un satellite scientifique de la NASA
- TRACFIN : Traitement du renseignement et action contre les circuits financiers clandestins

- Haut – A
- B
- C
- D
- E
- F
- G
- H
- I
- J
- K
- L
- M
- N
- O
- P
- Q
- R
- S
- T
- U
- V
- W
- X
- Y
- Z

## U
- US GAAP : (en)United States Generally Accepted Accounting Standards

- Haut – A
- B
- C
- D
- E
- F
- G
- H
- I
- J
- K
- L
- M
- N
- O
- P
- Q
- R
- S
- T
- U
- V
- W
- X
- Y
- Z

## V
- VITRIOL : (la)Visita Interiora Terrae Rectificando Invenies Occultum Lapidem (« Visite l'intérieur de la terre et, en rectifiant, tu trouveras la pierre cachée »), sentence alchimique

- Haut – A
- B
- C
- D
- E
- F
- G
- H
- I
- J
- K
- L
- M
- N
- O
- P
- Q
- R
- S
- T
- U
- V
- W
- X
- Y
- Z

## W
- WYCIWYG : (en)What You Click Is What You Get
- WYSIWYG : (en)What You See Is What You Get
- WYSIWYM : (en)What You See Is What You Mean

- Haut – A
- B
- C
- D
- E
- F
- G
- H
- I
- J
- K
- L
- M
- N
- O
- P
- Q
- R
- S
- T
- U
- V
- W
- X
- Y
- Z

## Z
- ZANU-PF : (en)Zimbabwe African National Union (« Union nationale africaine du Zimbabwe - Front patriotique »)

- Haut – A
- B
- C
- D
- E
- F
- G
- H
- I
- J
- K
- L
- M
- N
- O
- P
- Q
- R
- S
- T
- U
- V
- W
- X
- Y
- Z